# فناسة (عين مديونة)
فناسة هي إحدى مشيخات المملكة المغربية، تتبع جغرافيا لإقليم تاونات وإداريًا لعين مديونة. يقدر عدد سكانها بـ 5965 نسمة حسب الإحصاء الرسمي للسكان والسكنى لسنة 2004.